# Волим те, Филипе Морисе
Волим те, Филипе Морисе (енгл. I Love You Phillip Morris) француска је филмска комедија на енглеском језику из 2009. године. Режију и сценарио потписују Џон Реква и Глен Фикара, а прати истиниту причу о преваранту, варалици и вишеструком бегунцу из затвора Стивену Џеју Раселу (Џим Кери). Током служења затворске казне, он се заљубљује у другог затвореника, Филипа Мориса (Јуан Макгрегор).
Премијерно је приказан 18. јануара 2009. године на Филмском фестивалу Санденс, док је приказивање у биоскопима започело 10. фебруара исте године. Зарадио је преко 20 милиона долара широм света и добио углавном позитивне рецензије критичара. Номинован је за награду Удружења сценариста Америке за најбољи адаптирани сценарио.

## Радња
Стивен Расел је у срећном браку са Деби и припадник је локалне полиције, али тешка саобраћајна несрећа окреће његов живот наопако. Стивен наиме схвата да је геј и одлучује да живи пуним плућима — чак и ако зато мора да прекрши закон. Прихвативши екстравагантни стил живота, Стивен се окреће преварама и завршава у затвору, где упознаје осетљивог, пријатног мушкарца по имену Филип Морис. Његова посвећеност задатку да ослободи Филипа из затвора и са њим изгради савршен живот, нагони га да покуша, а често и успе, да проведе једну немогућу превару за другом.

## Улоге
| Глумац          | Улога        |
| --------------- | ------------ |
| Џим Кери        | Стивен Расел |
| Јуан Макгрегор  | Филип Морис  |
| Родриго Санторо | Џими         |
| Ентони Короне   | Линдхолм     |
| Бренан Браун    | Биркхајм     |
| Мајкл Мандел    | Кливон       |
| Лесли Мен       | Деби         |